# Sissonne
Sissonne – miejscowość i gmina we Francji, w regionie Hauts-de-France, w departamencie Aisne.
Według danych na styczeń 2014 roku gminę zamieszkiwało 2178 osób, a gęstość zaludnienia wynosiła 40,5 osób/km².